# Edwin G. Krebs
Edwin Gerhard Krebs (6.6.1918 – 21.12.2009) là nhà hóa sinh người Mỹ đã đoạt Giải Nobel Sinh lý và Y khoa năm 1992 chung với Edmond H. Fischer cho việc mô tả cách thức mà phosphorylation thuận nghịch hoạt động như một công tắc để kích hoạt các protein và điều tiết nhiều quá trình khác nhau của tế bào

## Cuộc đời & Sự nghiệp
Krebs sinh tại Lansing, Iowa, con thứ ba của William Carl Krebs, và Louise Helen (Stegeman) Krebs. Năm Krebs lên 6 tuổi thì gia đình di chuyển về Greenville, Illinois cho tới khi người cha đột ngột qua đời năm 1933. Bà mẹ quyết định đưa gia đình về sinh sống ở Urbana, Illinois, nơi người anh của Krebs đang theo học ở Đại học Illinois tại Urbana-Champaign.
Krebs học trường Urbana High School, rồi vào học ở Đại học Illinois tại Urbana-Champaign năm 1936. Trong năm học thứ tư, Krebs đã quyết định sẽ học cao hơn về hóa hữu cơ hoặc y học. Do được một học bổng để học ở Trường Y học Đại học Washington tại St. Louis nên ông đã chọn ngành y khoa.
Trường Y học này dành cho Krebs cơ hội để được đào tạo thành một thầy thuốc cũng như để có được kinh nghiệm trong nghiên cứu y học. Sau khi tốt nghiệp năm 1943, ông làm bác sĩ nội trú tại Bệnh viện Barnes ở St Louis trong 18 tháng rồi sau đó đi làm nghĩa vụ quân sự như một sĩ quan quân y trong Hải quân Hoa Kỳ. Krebs giải ngũ năm 1946 và không thể trở lại làm việc ngay ở bệnh viện, nên ông được khuyên nên nghiên cứu khoa học cơ bản thay thế. Ông đã chọn nghiên cứu môn Hóa sinh và làm nghiên cứu sinh sau tiến sĩ dưới sự hướng dẫn của Carl và Gerty Cori, nghiên cứu về tác động qua lại của protamine với phosphorylase của cơ thỏ. Sau khi hoàn tất 2 năm nghiên cứu, ông quyết định tiếp tục làm nhà hóa sinh.
Năm 1948 Krebs nhận lời làm giáo sư phụ tá môn hóa sinh ở Đại học Washington tại Seattle. Khi Edmond H. Fischer thuyên chuyển về Phân khoa này năm 1953, hai người đã quyết định nghiên cứu khoa enzyme học của phosphorylase. Trong quá trình nghiên cứu, họ đã có thể quan sát được cơ chế trong đó sự chuyển đổi qua lại của 2 dạng phosphorylase diễn ra: đó là phosphorylation các protein thuận nghịch.
Giải thích đơn giản là việc phosphorylation protein thuận nghịch làm việc như thế này: một protein kinase chuyển một nhóm phosphate từ adenosine triphosphate (ATP) sang một protein. Hình dạng và chức năng của protein này bị thay đổi cho phép nó tham gia vào một số quá trình sinh học. Khi protein đã hoàn thành vai trò của nó thì một protein phosphatase sẽ loại bỏ phosphate và protein sẽ trở lại trạng thái ban đầu của nó. Chu kỳ này diễn ra để kiểm soát một số lượng rất lớn các quá trình trao đổi chất.
Do công trình khám phá then chốt của việc phosphorylation protein thuận nghịch này mà Fischer và Krebs được trao giải Nobel Sinh lý và Y khoa năm 1992.
Sự quan tâm của Krebs về giảng dạy và quản trị đã khiến ông rời khỏi trường đại học Washington để trở thành chủ tịch sáng lập của Phân khoa Hóa sinh ở Đại học California tại Davis.. Năm 1977 ông trở lại Đại học Washington làm Khoa trưởng Phân khoa Dược lý học.

## Đời tư
Ông lập gia đình với Virginia "Deedy" Krebs. Họ có ba người con: Sally Herman, Robert Krebs và Martha Abrego. Krebs từ trần ngày 21.12.2009 tại Seattle, Washington.

## Giải thưởng
- Giải Passano (1988)
- Giải Albert Lasker cho nghiên cứu Y học cơ bản (1989)
- Giải Louisa Gross Horwitz (1989)
- Giải Welch Hóa học (1991)
- Giải Nobel Sinh lý và Y khoa (1992) chung với Edmond H. Fischer

## Tác phẩm
- Krebs, E G (1998), “An accidental biochemist.”, Annu. Rev. Biochem., 67, tr. xii–xxxii, doi:10.1146/annurev.biochem.67.1.0, PMID 9759479
- Krebs, E G; Fischer, E H (1989), “The phosphorylase b to a converting enzyme of rabbit skeletal muscle. 1956.”, Biochim. Biophys. Acta, 1000, tr. 302–9, PMID 2505847